# Edward Bernays
Edward Louis Bernays (Beč, 22. studenog 1891. – New York, 9. ožujka 1995.) bio je austrijsko-američki pionir struke odnosa s javnošću židovskog porijekla, a među istaknutim svjetskim teoretičarima i praktičarima odnosa s javnošću smatra se "ocem odnosa s javnošću".
Kombinirao je ideje Gustava Le Bona i Wilfreda Trottera glede psihologije mase, pritom koristeći psihoanalitičke ideje svog ujaka, slavnog Sigmunda Freuda.
Bernays je 1923. godine postao autor prve knjige na svijetu posvećene odnosima s javnošću, "Kristaliziranje javnoga mnijenja" (Crystallizing Public Opinion), u toj knjizi prvi puta uvodi termin savjetnik za odnose s javnošću (public relations counselor). Iste godine uspostavio je prvu katedru za odnose s javnošću na Sveučilištu u New Yorku. Njegova druga knjiga, "Propaganda" izašla je 1928. godine, a 1952. izdaje knjigu "Odnosi s javnošću" (Public Relations).

## Poznate PR kampanje
- Baklje slobode (Torches of Freedom): PR kampanja populariziranje pušenja kod ženske populacije na javnim mjestima, angažman za American Tobacco Company (1928.).[1]
- Zlatni jubilej svjetla (Light's Golden Jubilee): PR kampanja povodom obljetnice izuma električne žarulje za General Electric i Westighouse(1929.)[2]
- PR angažman za United Fruit Company, tada najvećeg veleposjednika u Gvatemali (i drugim tropskim zemljama), u kojem je naglašavan rizik dolaženja komunista na vlast u Gvatemali, od sredine 1940-ih godina do 1954.; operacija je uspješno uvjerila javnost SAD-a i savezničkih zemalja u opasnost da će gvatemalanska vlada – koja je doista bila u sporu s United Fruit Company, ali zapravo nije pokazivala komunističke sklonosti – učiniti svoju zemlju članom komunističkog bloka, pa su naposljetku Sjedinjene Američke Države provele složenu operaciju psihološkog rata i drugih hibridnih djelovanja u kojima je izvedena smjena režima u Gvatemali.[3]

## Poveznice
- Odnosi s javnošću
- Propaganda
- Komunikacija
- Komunikacijske znanosti
- Sigmund Freud
- Edward Bernays Visoka škola za komunikacijski menadžment